# Хайнрих V (Люксембург)
Вижте пояснителната страница за други личности с името Хайнрих V.
Хайнрих V Ру̀сия (на немски: Heinrich V. von Luxemburg, der Blonde; * 1216; † 24 декември 1281, Майнц) е граф на Люксембург, Ла Рош и маркграф на Арлон от 1247 до 1281 г. и граф на Намюр между 1256 и 1264 г. като Хайнрих III, основател на династията Лимбург-Люксембурги.

## Живот
Хайнрих V е третият син на херцог Валрам IV († 2 юли 1226) от Дом Лимбург-Арлон и Ермесинда II (12 февруари † 1247) от Дом Намюр, единствена дъщеря на граф Хайнрих IV Люксембургски, наричан Слепия.
През 1240 г. той се жени за Маргарета от Бар (* 1220; † 1275), дъщеря на Хайнрих II, граф на Бар, и на Филипа от Дрьо. Маргарита донася като зестра сеньория Лини-ан-Бароа в Графство Бар под условие, че ще е васал на граф Бар.
През 1247 г. Хайнрих V наследява майка си и става граф на Люксембург и на Ла Рош ан Арден. По-малкият му брат Жирар получава Графство Дарбюи.
През 1256 г. Хайнрих завладява Намюр, докато маркграф Балдуин II се намира в Константинопол. Същата година Хайнрих V принася оммаж за Лини-ан-Бароа на графа на Шампан и Бри, Тибо V Младия. После братът на Маргарита, Тибо II де Бар, се възползва през 1266 година от конфликта между херцога на Лотарингия, Тери III, когото поддържа Хайнрих Люксембургски, и епископа на Мец, Гийом де Тренел, на страната на когото застава граф Тибо II де Бар. На 14 септември 1266 година става битката при Прени, по време на която Хайнрих Люксембургски попада в плен. Арбитър между враждуващите става кралят на Франция, Луи IX Свети, който отсъжда на 8 септември 1268 година Хайнрих Люксембургски да поднесе оммаж за областта Лини-ан-Бароа на граф Тибо II.
През 1270 г. Хайнрих V последва френския крал Луи IX в седмия кръстоносен поход в Тунис.

## Деца
- Хайнрих VI (* 1240, † 5 юни 1288) граф на Люксембург и маркграф на Арлон, ∞ за Беатрис д'Авен, баща на Хайнрих VII (Свещена Римска империя)
- Филипа (* 1252, † 6 април 1311) ∞ 1270 Йохан II (* 1248, † 22 август 1304) граф на Хенегау и Холандия
- Маргарета ∞ Йохан III граф на Ghistelles
- Изабела (* 1247, † 1298) ∞ 1264 Гуидо I (* 1226, † 7 март 1304) граф на Фландрия и Намюр (Дом Дампиер)
- Балдуин († 5 юни 1288)
- Йохана († 1310), абатеса на Clairefontaine
- Валрам I († 5 юни 1288) господар на Лигни и граф на Ла Рош, основава линията Дом Люксембург-Лигни.